# Merdereau
Ne doit pas être confondu avec Ru du Merdereau.
 (mars 2017).
Si vous disposez d'ouvrages ou d'articles de référence ou si vous connaissez des sites web de qualité traitant du thème abordé ici, merci de compléter l'article en donnant les références utiles à sa vérifiabilité et en les liant à la section « Notes et références ».
Le Merdereau est une rivière française qui coule dans les  départements de la Mayenne et de la Sarthe. C'est un affluent de la Sarthe en rive droite, donc un sous-affluent de la Loire par la Sarthe et la Maine.

## Histoire
Un point noir du Moyen Âge est l'évacuation des eaux usées.
Les Romains ont laissé leur savoir-faire en matière de conduite des eaux s'inspirant des ouvrages de Vitruve. Les aqueducs romains mal entretenus deviennent insuffisants face à l'essor urbain du XIIe siècle.
L'évacuation des eaux usées est un véritable problème ; c'est tout simplement à la rue que les citadins les jettent, transformant la ville en torrents quand la pluie tombe.
Le merdereau, ceinturant la ville, évacue les eaux polluées par lagunage ; procédé naturel d'épuration par le biais de la végétation aquatique.

## Géographie
Le Merdereau prend sa source à Champgenêteux dans le département de la Mayenne, passe à Averton, déjà grossi par de nombreux petits affluents, longe au sud-est la forêt de Pail, et entre dans le département de la Sarthe, où il baigne Saint-Paul-le-Gaultier. Il rejoint la Sarthe, 5 km plus loin.

## Communes traversées
Le Merdereau traverse les communes suivantes :
- Dans le département de la Mayenne : Loupfougères, Villaines-la-Juhel, Courcité, Averton et Saint-Aubin-du-Désert.
- Dans le département de la Sarthe : Saint-Georges-le-Gaultier et Saint-Paul-le-Gaultier.

## Hydrologie
Le débit du Merdereau a été observé sur une période de 24 ans (1984-2008), à Saint-Paul-le-Gaultier, localité du département de la Sarthe située au niveau de son confluent avec la Sarthe. La surface prise en compte est de 125 km2, ce qui correspond à la quasi-totalité du bassin versant de la rivière.
Le module de la rivière à Saint-Paul-le-Gaultier est de 1,18 m3/s.
Le Merdereau présente des fluctuations saisonnières de débit assez importantes. Les hautes eaux se situent en hiver, et se caractérisent par des débits mensuels moyens allant de 1,73 à 2,90 m3/s, de décembre à mars inclus (avec un sommet en janvier). Dès fin mars, le débit diminue rapidement avant d'aboutir aux basses eaux d'été qui ont lieu de juillet à septembre, avec une baisse du débit mensuel moyen jusqu'au niveau de 0,236 m3/s au mois d'août. Mais les fluctuations de débit sont plus importantes selon les années, ou calculées sur de courtes périodes.
Aux étiages, le VCN3 peut chuter jusque 0,057 m3/s, en cas de période quinquennale sèche, ce qui est moyennement sévère, mais correspond au profil des autres cours d'eau de la région.
D'autre part, les crues du Merdereau peuvent être assez importantes, compte tenu de l'exiguïté du bassin versant de la rivière. Les QIX 2 et QIX 5 valent respectivement 14 et 19 m3/s. Le QIX 10 se monte à 23 m3/s, et le QIX 20 en vaut 26. Quant au QIX 50, il est de 31 m3/s. Cela signifie que statistiquement il doit y avoir une crue de 19 m3/s tous les cinq ans et de 23 m3/s tous les dix ans, ce qui est considérable pour une aussi petite rivière.
À titre de comparaison, le QIX 10 de l'Yvette en fin de parcours vaut 15 m3/s, tandis que son QIX 50 est de 19 m3/s. L'on constate ainsi que le QIX 10 comme le QIX 50 du Merdereau, petite rivière dotée d'un petit bassin de 125 km2, sont de plus de moitié supérieures à ceux de l'Yvette, alors que le bassin versant de cette dernière est plus de deux fois plus étendu.
Le débit instantané maximal enregistré a été de 20,5 m3/s le 25 février 1997, tandis que la valeur journalière maximale était de 17 m3/s le 22 janvier 1995. Si l'on compare la première de ces valeurs à l'échelle des QIX exposée plus haut, l'on constate que cette crue n'était même pas d'ordre décennal, et donc destinée à se reproduire fréquemment.
Le Merdereau est une rivière assez abondante. La lame d'eau écoulée dans son bassin versant se monte à 315 millimètres annuellement, ce qui correspond plus ou moins à la moyenne d'ensemble de la France tous bassins confondus, mais est nettement supérieur à la moyenne des bassins de la Loire (244 millimètres) et de la Sarthe - Loir exclu - (201 millimètres à Saint-Denis-d'Anjou). Le débit spécifique (ou Qsp) est de 9,9 litres par seconde et par kilomètre carré de bassin.